# Zoltán Almási

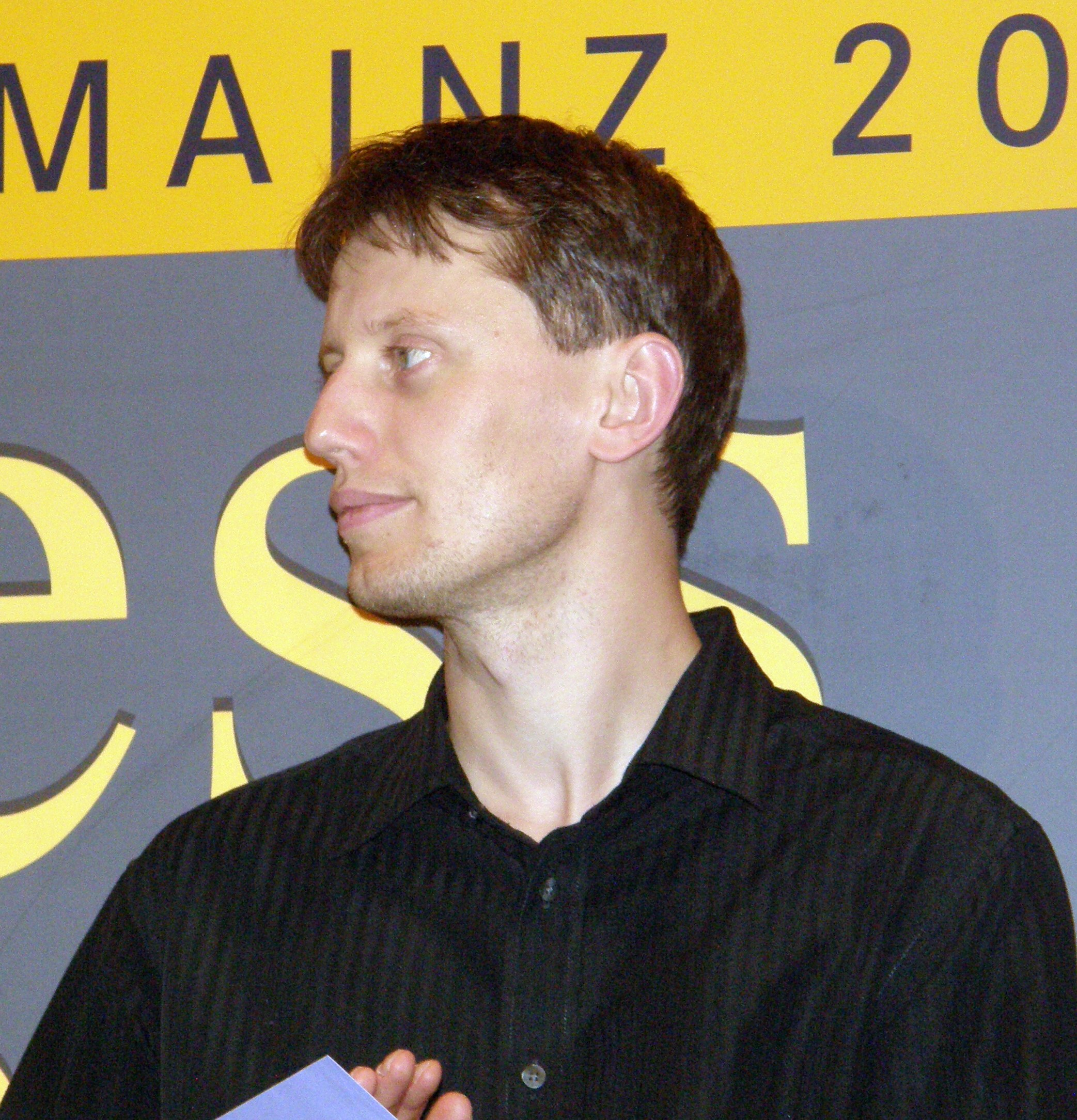
Zoltán Almási (2007)

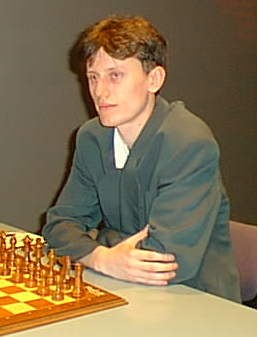
Zoltán Almási bij de Dortmunder Schachtage (1998)

Zoltán Almási (29 augustus 1976) is een Hongaarse schaker. Hij is sinds 1993 een grootmeester (GM). Negen keer was hij kampioen van Hongarije: in 1995, 1997, 1999, 2000, 2003, 2006, 2008, 2009 en 2019, waarmee hij samen met Lajos Portisch recordhouder is. 

## Individuele resultaten
- In 1993 won Almási op 16-jarige leeftijd het GM-toernooi van Altensteig, waarvoor hij als 'invalspeler' uitgenodigd was. Hij won met 1.5 pt. voorsprong op Artoer Joesoepov en behaalde daarmee een grootmeesternorm. De GM-titel verkreeg Almási in hetzelfde jaar na winnen van het Wereldkampioenschap schaken voor jeugd in de categorie tot 18 jaar.
- Bij het WK schaken in 2004 bereikte hij de vierde ronde, waarin hij met 2–0 werd uitgeschakeld door de latere winnaar Rustam Kasimdzjanov.
- In 2004 won hij bij de Chess Classic in Mainz met 9½ pt. uit 11 het FiNet Open Schaak 960; Étienne Bacrot werd met 8½ pt. gedeeld tweede.[1]
- In mei 2005 werd te Kazinbarcika het kampioenschap van Hongarije gespeeld, dat met 6 pt. uit 9 ronden gewonnen werd door Zoltán Gyimesi. Zoltán werd met 6 pt. tweede, terwijl Róbert Ruck met 4½ punt derde werd. Bij gelijk eindigen beslissen de weerstandspunten.
- In juni 2005 werd in Paks Hongarije het derde Marx György-grootmeestertoernooi gespeeld, dat met 6½ punt uit 10 ronden door Zoltán gewonnen werd. Viktor Kortsjnoj eindigde met 6 punten op de tweede plaats terwijl de Indiase grootmeester Krishnan Sasikiran met 5½ punt derde werd.
- Van 30 oktober t/m 3 november 2005 speelde hij mee in het rapidschaaktoernooi Corsica Masters, dat in Bastia gespeeld werd. Almasi werd in de halve finale verslagen door Vadim Milov, die het toernooi won.
- In januari 2006 werd Almási derde van de B-groep in het Corus-toernooi 2006.
- In 2008 won hij in Italië het Reggio Emilia toernooi, met 5½ pt. uit 8.
- In november 2009 passeerde hij met zijn Elo-rating 2704 de 2700.
- In 2010 won hij in Warschau het Europees kampioenschap rapidschaak. Na 13 rondes stond hij met 5 andere deelnemers bovenaan en won vervolgens tiebreak-partijen tegen Shirov en Gashimov.[2]
- In 2011 won hij bij de Sport Accord Mindgames de sectie "Blindfold".[3]
- In 2013 won Almási in Havanna het 48e Capablanca Memorial (toernooicategorie 18) met 6½ pt. uit 10 (+4 =5 –1) en Elo-performance 2800.[4][5]

## Nationale teams
Zoltán Almási nam deel aan 13 opeenvolgende Schaakolympiades, in de periode 1994 - 2018. Met het team behaalde hij een zilveren medaille in 2002 in Bled (Almási: +5 =8 –0) en in 2014 in Tromsø (Almási: +5 =4 –1), individueel behaalde hij een zilveren medaille in 2010 in Chanty-Mansijsk, aan het 2e bord (+5 =4 –1), en in 2016, aan het 3e bord.
Aan het EK landenteams nam Almási deel in 1992 (met het derde team van Hongarije), 1997, 1999, 2005, 2007, 2009, 2011, 2013 en 2015. Daarbij werd hij met het team in 1999 tweede, in 2011 en 2015 derde en individueel in 2011 tweede aan bord 2, en in 2013 en 2015 derde aan bord 3.
In 2011 en 2015 nam Almási met het Hongaarse team deel aan het WK landenteams.